# Đèo Cù Mông
Đèo Cù Mông nằm trên Quốc lộ 1 ở ranh giới giữa 2 tỉnh Gia Lai và Đắk Lắk 
Đèo là một trong những đèo núi hiểm trở nhất Việt Nam. Đèo dài 7 km, từ km 1239 đến km 1247 + 470, độ cao của đỉnh đèo là 245 m, độ dốc 9%. Đường dốc, có nhiều cua gấp, 2 bên là núi cao, dễ gây ra tai nạn giao thông.

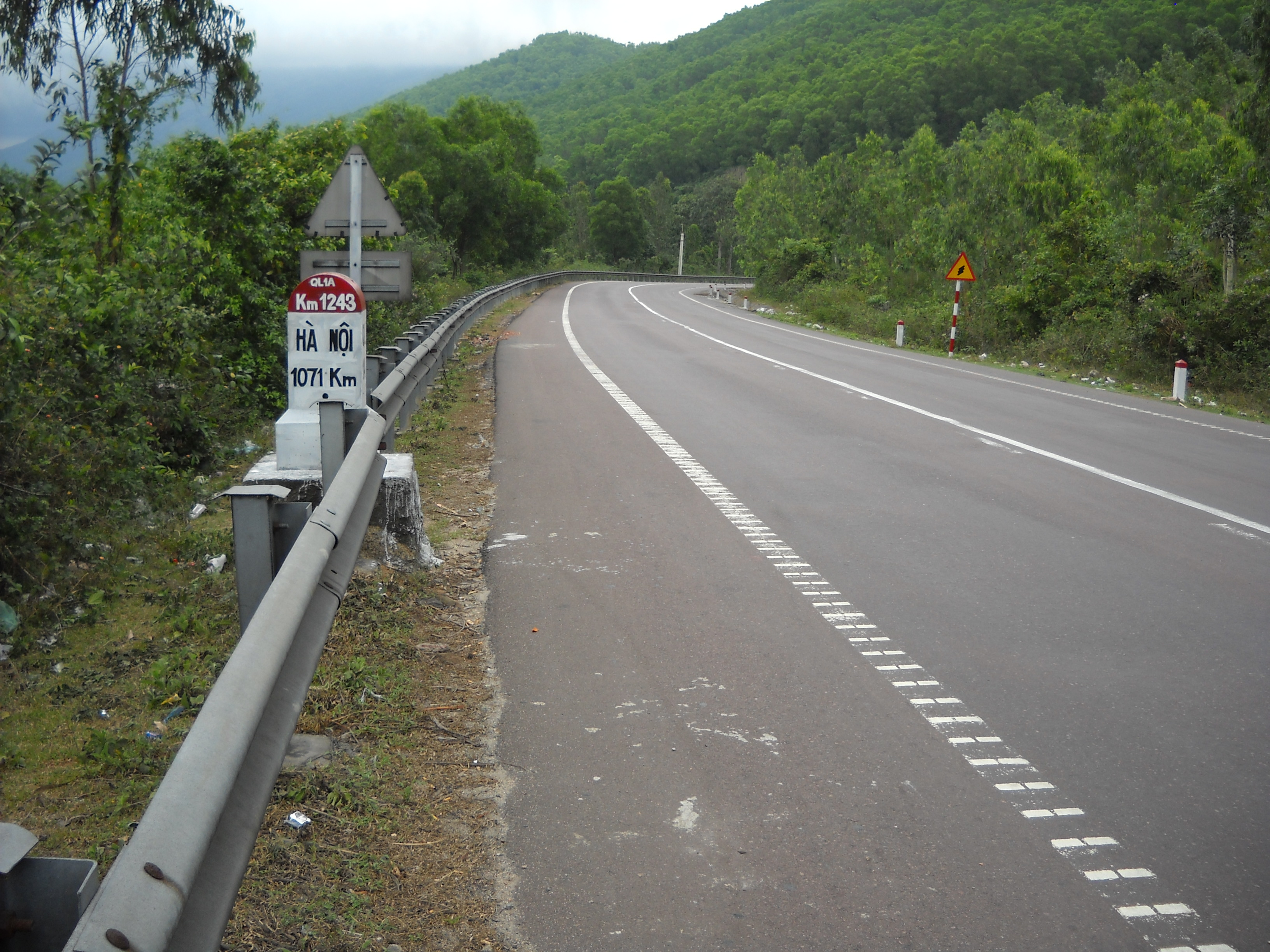
Đèo Cù Mông

Về địa lý, đèo là tuyến đường bộ đi qua dãy núi Cù Mông, 1 trong những nhánh đâm ra biển của dãy Trường Sơn Nam. Trước đây khi chưa có tuyến đường quốc lộ 1D và hầm Cù Mông thì đèo là con đường chính để qua lại giữa Gia Lai và Đắk Lắk

## Lịch sử
Theo sử sách, năm 1471 sau trận chiến giữa Đại Việt và Chiêm Thành, người Chăm thua trận nên đã bị mất vùng đất phía Bắc từ đèo Hải Vân tới đèo Cù Mông, và từ năm 1471 đèo Cù Mông này chính là ranh giới mới giữa Đại Việt và Chiêm Thành cho đến năm 1611.

## Hầm đường bộ Cù Mông
Hầm đường bộ Cù Mông trên quốc lộ 1 và đường cao tốc Bắc – Nam phía Đông đoạn Quy Nhơn – Chí Thạnh đã được xây dựng để giảm đường đèo dốc quanh co. Hầm có chiều dài toàn tuyến hơn 6,6 km, trong đó chiều dài hầm 2,6 km. Trên tuyến còn có 2 cầu với tổng chiều dài 36 m. Hầm gồm 2 ống hầm, thiết kế cho vận tốc lưu hành 80 km/h, quy mô 2 làn xe và 2 làn dừng khẩn cấp. Sau khi hoàn thành, hầm giúp nhằm giảm thiểu tai nạn giao thông, đặc biệt là khúc cua gấp, độ dốc lớn, gây nguy cơ mất an toàn giao thông nhất là với các xe tải nặng, xe siêu trường, siêu trọng trên đèo này.
Hầm khởi công tháng 9 năm 2015 và đã hoàn thành và thông xe ngày 21 tháng 1 năm 2019.